# Песен на Симеон Богоприемец
Песен на Симеон Богоприемец (на латински: Nunc dimittis „Ныне отпущаеши…“) се нарича съдържащите се в Евангелието от Лука думи на Симеон Богоприемец, които той е произнесъл в Йерусалимския храм в деня Сретение Господне (Лк.2:29-32). Песента е влязла в състава на богослужебните песнопения в християнските църкви.
Песента на Симеон Богоприемец има благодарствен характер. На Свети Симеон „било предсказано от Дух Свети, че няма да види смъртта, докато не види спасителя Христос“ (Лк.2:26) и познавайки в младенеца Иисус обещания месия, той произнася своите благодарствени думи към Бога. Песента на Симеон с някои мисли и изрази напомня отделни места от книгата на пророк Исаия (например, 11:10, 42:6 и др.)
На вечернята се чете или пее вдъхновената молитва на стареца Симеон Богоприемец „Нине отпущаеши раба твоего, владико…“ „Сега отпускаш Твоя раб, Владико…“ (при всенощни бдения „Богородице Дево, радвай се…“). Следват „Св. Боже… Пресвета Троице… Отче наш…“, изпяват се празничините и дневни тропари и се дава отпуст, т.е. заключителна молитва. Вечернята напомня времената на Стария Завет, започнали със сътворението на света и завършили с идването на Спасителя.
Чете се и при кръщение на младенци (момчета), при внасянето им в олтара.

## Текст
Църковнославянски
Ныне отпущаеши раба Твоего, Владыко, по глаголу Твоему, с миром;
яко видеста очи мои спасение Твое,
еже еси уготовал пред лицем всех людей,
свет во откровение языком, и славу людей Твоих Израиля.
Български
Сега отпускаш Твоя раб, Владико, според думата Си, смиром;
защото очите ми видяха Твоето спасение,
що си приготвил пред лицето на всички народи,
светлина за просвета на езичниците, и слава на Твоя народ Израиля.
Руски
Ныне отпускаешь раба Твоего, Владыко, по слову Твоему, с миром,
ибо видели очи мои спасение Твое,
которое Ты уготовал пред лицем всех народов,
свет к просвещению язычников и славу народа Твоего Израиля.
Гръцки
νῦν ἀπολύεις τὸν δοῦλόν σου, δέσποτα, κατὰ τὸ ῥῆμά σου ἐν εἰρήνῃ•
ὅτι εἶδον οἱ ὀφθαλμοί μου τὸ σωτήριόν σου,
ὃ ἡτοίμασας κατὰ πρόσωπον πάντων τῶν λαῶν,
φῶς εἰς αποκάλυψιν ἐθνῶν καὶ δόξαν λαοῦ σου Ἰσραήλ.
Латински
Nunc dimittis servum tuum, Domine, secundum verbum tuum in pace:
Quia viderunt oculi mei salutare tuum
Quod parasti ante faciem omnium populorum:
Lumen ad revelationem gentium, et gloriam plebis tuae Israel.